# Eugenie Russo
Eugenie Russo (* 14. November 1954 in New York City) ist eine US-amerikanisch-österreichische Pianistin.

## Leben
Eugenie Russo studierte am Konservatorium von Oberlin (Ohio) bei Jack Radunsky, ehe sie an der Universität für Musik und darstellende Kunst Wien ihr Studium bei Carmen Graf und am Mozarteum in Salzburg bei Elisabeth Leonskaja fortsetzte. Das Studium schloss sie 1982 an der Universität für Musik und darstellende Kunst in Wien bei Hans Graf ab.
Seit 1976 lebt sie in Wien und war von 1991 bis zur Schließung im Jahre 2010 Abteilungsleiterin für Tasteninstrumente am Josef-Matthias-Hauer-Konservatorium in Wiener Neustadt, wo sie auch Leiterin einer Meisterklasse für Klavier war. Sie ist seit 1997 Professorin bei den Vienna International Pianists Academy in Wien und wirkt zudem als Gastdozentin an mehreren Colleges und Universitäten in Nordamerika.
Russo spielte zahlreiche Solo-Konzerte in Deutschland, England, Finnland, Italien, Japan, Österreich, Polen, Russland, Spanien, Tschechoslowakei, Türkei, Ungarn und den USA, wo sie 1986 in der New Yorker Carnegie Recital Hall debütierte.
Sie hatte Soloauftritte im Großen Saal des Wiener Musikvereins, im Cappella-Saal in Sankt Petersburg und bei internationalen Festspielen, wie dem Béla-Bartók-Festival in Szombathely, den Wiener Festwochen 1988 und 2003, dem Wiener Klangbogen und im Arnold Schönberg Center im Juni 2003 in Wien. 1987 und 1992 war sie in den Bundesstaaten Virginia und Tennessee als „Artist in Residence“ eingeladen.
Eugenie Russo wirkte in der mehrteiligen TV-Dokumentation „Bernstein & Beethoven“ für PBS-Unitel mit und nahm in Tokio drei Soloalben für das mechanische Disklavier für die Yamaha Corporation auf.
Rundfunk- und Fernsehaufnahmen für den ORF, den Saarländischen Rundfunk, Leningrad TV, Czech Radio, NTV (Türkei) und PBS in New York City ergänzen ihre künstlerische Tätigkeit.

## Diskografie
- Aaron Copland: Klavierwerke. paladino music, 1995.
- Clara Schumann: Klavierwerke. paladino music, 2007.
- Crossing Borders mit Werken von Johannes Brahms, Claude Debussy und Egon Wellesz. paladino media gmbh, 2015.
- George Gershwin: Werke für Solo-Klavier.
- Johannes Brahms: Ungarische Tänze.